# Lenin in Paris
Der Film Lenin in Paris (russisch Ленин в Париже/ Lenin w Parische) entstand 1981 unter der Regie von Sergei Jutkewitsch. In den Hauptrollen spielten Juri Kajurow, Claude Jade, Wladimir Antonik und Walentina Swetlowa.

## Handlung
Er erzählt als wissenschaftlich-utopischer Experimentalfilm und Historienfilm von Lenins Zeit in Paris, als er 1911 im Vorort Longjumeau aus Russland emigrierte Bolschewiki politisch schulte. Während dieser Zeit begann Lenins Beziehung zu Inès Armand. Im Film wird aus „Inessa“, im wahren Leben Lenins Geliebte, die Geliebte des fiktiven Helden Trofimow. Die Zensur hatte den ersten Entwurf, die wahre Liebesgeschichte zwischen Lenin und Inès Armand zu zeigen, abgelehnt. Insofern ist Trofimow Lenins Stellvertreter bei Inessa.
Es gibt einige Szenen, die der Zensur entgingen. So reden Lenin und Inessa auf einer Bank. Bei einem Konzert gesteht Trofimow Inessa in Lenins Beisein seine Liebe und der direkte Bezug entging der Zensur.
Jutkewitsch nutzt filmisch Stummfilmelemente, Slapstick, Animation und Gemälde, teils gegenständliche und abstrakte. Die Zeitebenen wechseln permanent in die heutige Gegenwart, ins Jahr 1910 und in die Zeit der Französischen Revolution.
Der Film mit der Leitlinie seiner Liebesgeschichte beginnt mit der Ankunft Alexander Trofimows (Wladimir Antonik) in Paris. In der Rue Marie-Rose will er Lenin treffen. Stattdessen begegnet ihm dort Inessa Armand (Claude Jade). Inessa will Trofimow eine Mütze kaufen, damit er vom zaristischen Geheimdienst nicht als Bolschewik erkannt wird. Bei diesem Spaziergang werden sie Zeugen einer Schießerei vor der Bank der Société Générale. Die Gruppe der Bankräuber erkennt Inessa als die Bonnot-Bande. Inessa bringt Trofimow ins „Hotel Mimi“, wo der junge Bolschewik Quartier findet. Eines Tages, Inessa bringt Trofimow französische Vokabeln bei, verkauft eine alte Frau rote Nelken. Einige davon sind weiß. Immer wieder, so auch im Nelken-Element wechseln die Zeitebenen: von 1910 in die Französische Revolution und in die Gegenwart der ausgehenden 1970er Jahre. Trofimow erleidet einen Schwächeanfall. Inessa versorgt ihn in seinem Hotelzimmer. Auch Lenin (Juri Kajurow) besucht den Kranken. Lenin besucht auch Karl Marx’ Tochter Laura und deren Mann Paul Lafargue. Trofimow, Inessa, Lenin und dessen Frau Nadeschda Krupskaja (Walentina Swetlowa) besuchen ein Konzert von Montéhus und stimmen in den Gesang ein. Die vier begleiten anschließend das soeben verstorbene Selbstmörderpaar Paul und Laura Lafargue auf dem Friedhof Père-Lachaise zu deren Beerdigung. Am Ende gesteht Trofimow Inessa seine Liebe. Sie schenkt ihm einen Scherenschnitt von ihrem Profil. Im Off-Kommentar wird erzählt, dass Trofimow später gefallen ist.

## Rezensionen
„Das ‚Lenin-Thema‘ hat Sergei Jutkewitsch immer dabei geholfen, Zensurbeschränkungen zu überwinden und Vorwürfe des ‚Formalismus‘ beiseite zu schieben. Der Film ‚Lenin in Paris‘ war also in vielerlei Hinsicht ein Experiment. Spielaufnahmen werden hier durch Chroniken, Episoden aus Filmklassikern der 20er Jahre, alte Fotografien und Meisterwerke der Malerei ersetzt und es entsteht eine ganze Reihe von Assoziationen. Es gibt poetische Bilder, organische Bearbeitungsübergänge, transparente Symbolik und elegische Tonalität […] 

Die Haupthandlung des Films ist in einem modernen Rahmen angesiedelt: Die Autoren laden die Zuschauer in das Paris der 80er Jahre ein. Es gibt eine kühne Verbindung der Zeitebenen – Gegenwart, Vergangenheit und Zukunft. Zwar wirken einige Szenen (z. B. ein Streit zwischen Jugendlichen) zu plakativ und geradlinig. Aber die exquisiten Stilisierungen der Komödie aus der Ära der Großen Stille /Verkehrsunfall/ und des ‚schwarzen‘ Gangster-Actionfilms /Banküberfall durch eine Anarchistenbande/ sind gut. François Truffauts Star, die Schauspielerin Claude Jade, spielt Inessa Armand mit raffinierter Anmut. Jede Episode hat ihr eigenes Farbschema – von bescheidenen Schwarz-Weiß-Rahmen bis zu brennenden scharlachroten Farbtupfern in Montmartre, von warmen gelbbraunen Innenräumen bis zur Reportageschönheit der schillernden Farbpalette moderner Pariser Viertel. Auch die Tonmusik des Films ist komplex: entweder die Off-Stimme des Autors – Sergei Jutkewitsch selbst, oder die inneren Monologe der Charaktere oder die üblichen synchronen Dialoge […]

Sergei Jutkewitsch war ein unermüdlicher Experimentator. In seinen früheren Werken ‚Sujet für eine Kurzgeschichte‘ und ‚Majakowski lacht‘ versuchte er, seinen gehegten Traum vom synthetischen Kino zu verwirklichen – einer Collage verschiedenster Künste und Genres. Dieses Prinzip hat er auch in seinem leider letzten Film konsequent umgesetzt.“

## Hintergründe
Für die Schauspielerin Walentina Swetlowa wurde die Krupskaja nach kleinen Auftritten ihre wichtigste Filmrolle: „Dieser Film hat eine herausragende Besetzung. Jutkewitsch war eine so bedeutende Persönlichkeit, Inessa Armand wurde von der berühmten französischen Schauspielerin Claude Jade gespielt, einer sehr schönen Frau […] Und mein Lieblingskameramann drehte – Kolja Nemoljajew. Wir konnten frei in Paris unterwegs sein. Obwohl mir am ersten Tag das ganze Geld gestohlen wurde. Es gelang mir nur, ein billiges Armband auf der Straße zu kaufen, das mit einer Ansicht der Stadt verziert war. Ich bin aus Deutschland zum Drehen gekommen – wunderschön, in rotem Umhang und Hut.“ Die französischen Beleuchter reagierten eindeutig: „Wenn Krupskaja wie Sie wäre, würde Lenin etwas ganz anderes tun. … In einer Haltung als Dissidentin las ich dann heimlich Zeitschriften auf dem Fußboden der Buchhandlungen.“ Anschließend spielte sie die Krupskaja in einer 28-teiligen Fernsehserie.

## Auszeichnung
Lenin in Paris erhielt den Sonderpreis der Internationalen Filmfestspiele von Venedig 1981.

## Ausstrahlung
Seine deutsche Erstausstrahlung hatte Lenin in Paris am 22. April 1982 im DDR-Fernsehen. Wiederholt wurde der Film am 21. Januar 1984.